# دونيت

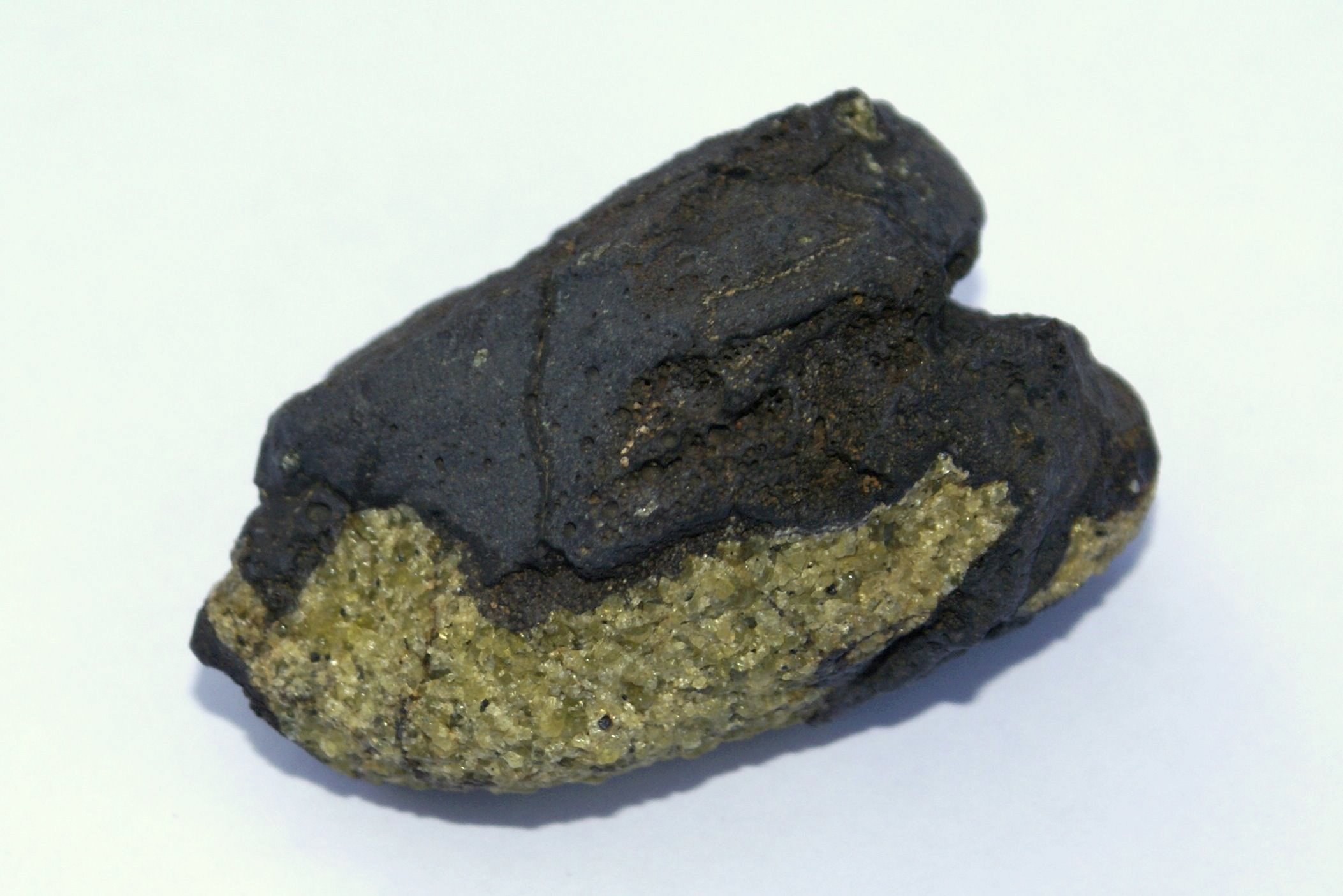
عيّنة من الدونيت.

الدونيت المعروف أيضاً باسم أوليفنتي (بالإنجليزية: Dunite)‏، هو صخر ناري وبلوتوني يتكون أساساً من معدن الأوليفين ونسبة قليلة جداً من المعادن الحديدومغنيسية الأخرى مثل البيروكسين بالإضافة إلى عدد من المعادن الثانوية مثل كروميت، بيكوتيت، سبينيل، المنيت، بيروتيت والبلاتين العنصري. سُمي الصخر بهذا الاسم نسبة إلى جبل دون الواقع في منطقة ما يسمى بحزام المعادن في نيوزيلندا.
يوجد صخر الدونيت عادةً على شكل جدد قاطعة وجدد أفقية أو عدسات محددة المساحة والحجم متداخلة في الصخور القاعدية الموجودة على شكل لابوليث كما هو الحال في بوشفيلد في جنوب أفريقيا. كما يوجد الدونيت مع الصخور الحاوية على نسبة أقل من الأوليفين مثل صخر البيريدوتيت على شكل عديسات متوافقة مع صخور النيس المتحولة كما هو الحال في جنوب غرب النرويج. معظم صخور الدونيت تظهر في الطبيعة على هيئة بنيات مختلفة مكسرة إلى حد كبير ومشوهة، ويظهر فيها الأوليفين على هيئة عروق متموجة.